# فرضیه شبیه‌سازی
فرضیه شبیه‌سازی فرضیه ای است با این مضمون که تمام وجود ما یک واقعیت شبیه‌سازی‌شده شده‌است، چیزی مانند یک شبیه‌سازی کامپیوتری که عناصر خود را به این که شبیه‌سازی «واقعی» است متقاعد می‌کند.
فرضیه شبیه‌سازی از جهاتی شباهات زیادی به سایر سناریوهای شکاک گرایی تاریخ فلسفه دارد. این فرضیه به شکل کنونی آن توسط نیک بوستروم رایج شد. تصور بر این است از آنجایی که این فرضیه با تمام تجارب ادراکی انسان سازگار است، پیامدهای معرفت شناختی قابل توجهی در قالب شکاکیت فلسفی ارائه می‌کند. نسخه‌هایی از این فرضیه در داستان‌های علمی تخیلی نیز به چشم می‌خورد و به‌عنوان سوژه اصلی بسیاری ازداستان‌ها و فیلم‌ها به کار گرفته شده‌است. فرضیه ای که بوستروم مرسوم کرده تاکنون بسیار مورد مناقشه بوده‌است است. برای مثال، فیزیکدان نظری سابین هوسنفلدر، آن را شبه علم نامید و کیهان‌شناس جورج اف. بیان داست که سردمداران این نظریه "به نظر می‌رسد داستان علمی تخیلی را با علم اشتباه گرفته‌اند. صحبت‌های که از سر مستی در میخانه آخر شب بیان می‌شود، یک نظریه قابل اجرا نیست.» یک ایده نشات گرفته از این فرضیه این است که زمین می‌تواند پایان یک پشته طولانی از شبیه‌سازی‌ها باشد.

## ریشه‌ها
این نظریه که واقعیت یک توهم است، تاریخچه فلسفی و علمی طولانی دارد. ریشه‌های این فرضیه شکاکانه را می‌توان در دوران باستان نیز پیگیری کرد. به عنوان مثال، به " رویای پروانه " ژوانگزی، یا فلسفه هندی مایا، یا در فلسفه یونان باستان، آناکسارخوس و مونیموس اشیاء را به یک نقاشی تشبیه می‌کردند.

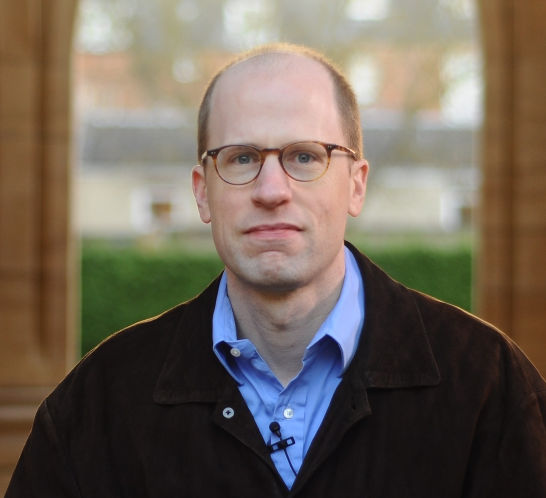
نیک بوستروم در سال ۲۰۱۴

پیش فرض نیک بوستروم:
سیاری از پیش‌بینی‌ها حاکی از آن است که قدرت پردازش تکنولوژی در آینده بسیار وسیع و گسترده‌است. بگذارید فرض را بر آن بگذاریم که این پبش بینی‌ها درست است. یکی از هزاران کاری که نسل آینده می‌تواند با این قدرت پردازش انجام دهد این است که شبیه‌سازی‌هایی با جزئیات بسیار بالا را از اجداد و نیاکان پیشین خود را به اجرا در بیاورد. از آنجا که نسل آتی از کامپیوترهای بسیار قدرتمند استفاده می‌کنند، می‌توانند چندین ترلیون از این شبیه‌سازی‌ها را به‌طور همزمان اجرا کنند. در نتیجه این فرضیه بسیار محتمل است که تعدادی زیادی از افراد، حاصل فرایند شبیه‌سازی نسل آینده بشر باشند.
نتیجه‌گیری نیک بوستروم:
در این صورت منطقی است که استدلال کرد که ما به احتمال زیاد می‌توانیم حاصل فرایند شبیه‌سازی و نه نسخه اصلی بیولوژیک انسان باشیم.— Nick Bostrom, Are You Living in a Computer Simulation?, 2003

### استدلال شبیه‌سازی
در سال ۲۰۰۳، فیلسوف نیک بوستروم سه‌گانه‌ای را پیشنهاد کرد که آن را «برهان شبیه‌سازی» نامید. علیرغم نام، برهان، بوستروم به‌طور مستقیم استدلال نمی‌کند که انسان‌ها در یک شبیه‌سازی زندگی می‌کنند. در عوض، سه‌گانه بوستروم استدلال می‌کند که هیچ کدام از این گذاره ها قابل انکار نیست:
1. درصد تمدن‌های انسانی که به مرحله پساانسانی می‌رسند (یعنی تمدنی که می‌تواند شبیه‌سازی‌هایی با واقعیت بالا را بسازد) نزدیک به صفر است.
2. دصد تمدن‌های پساانسانی که علاقه‌مند به شبیه‌سازی تاریخ تکاملی خود، یا تغییرات آن هستند، بسیار نزدیک به صفر است.
3. بخش کوچکی از همه افراد با نوع تجربیات ما که در یک شبیه‌سازی زندگی می‌کنند بسیار نزدیک به یک است.

سه‌گانه اشاره می‌کند که یک تمدن «پسا انسانی» که به درجه بالایی از تکنولوژی دست پیدا کرده، قدرت محاسباتی و پردازشی بسیار عظیمی خواهد داشت. اگر حتی درصد کمی از آن تکنولوژی را در جهت «شبیه‌سازی‌های اجدادی» به کار گرفته شود (یعنی شبیه‌سازی‌های با درخت زندگی اجدادی که از واقعیت تا جد شبیه‌سازی‌شده قابل تشخیص نیستند)، تعداد کل اجداد شبیه‌سازی‌شده یا «Sims»، در جهان بسیار بیشتر از تعداد کل اجداد واقعی انسان خواهد شد.
بوستروم در ادامه از نوعی استدلال انسان‌گرا استفاده می‌کند تا ادعا کند که اگر گزاره سوم یکی از آن سه گزاره باشد که درست است و تقریباً همه مردم در شبیه‌سازی‌ها زندگی می‌کنند، پس قطعاً انسان‌ها در یک شبیه‌سازی زندگی می‌کنند.